# 奧伊倫巴赫河 (施維斯特河支流)
50°39′47.62″N 6°57′24.06″E / 50.6632278°N 6.9566833°E
奧伊倫巴赫河（德語：Eulenbach），是德國的河流，位於該國西部，流經北萊茵-威斯特法倫州，屬於斯維斯特河的左支流，河道全長12.3公里，流域面積23.1平方公里。